# Барнеби, Руперт Чарльз
Руперт Чарльз Барнеби (англ. Rupert Charles Barneby, 6 октября 1911 — 5 декабря 2000) — американский ботаник британского происхождения, один из самых выдающихся учёных Нью-Йоркского ботанического сада.

## Биография
Руперт Чарльз Барнеби родился в Англии 6 октября 1911 года.
Он учился в Кембриджском университете, где получил степень бакалавра истории и современных языков в 1932 году.
Барнеби приехал в Соединённые Штаты в 1937 году и получил право на постоянное проживание в стране в 1941 году.
Среди его самых значительных научных работ выделяют Pugillus Astragalorum (1944-48 гг.), Atlas of North American Astragalus, Daleae Imagines, Intermountain Flora, Volume 3, Part B и Silk Tree, Guanacaste, Monkey's Earring: A Generic System for the Synandrous Mimosaceae of the Americas.
В своих работах Барнеби доказывает, что астрагальная флора Евразии и Америки имеют длинную независимую историю. Таксономический метод Барнеби определяет связь числа эндемичных форм американского астрагала с физической геологией местности, типами почв и их физико-химическими характеристиками.
Он всегда находил время для содействия и помощи ученикам и коллегам, обладал дружелюбным характером  и эрудицией, что помогало ему находить единомышленников, особенно  в области бобовых растений..
Барнеби внёс значительный вклад в ботанику, описав множество видов семенных растений. Он был известен своим талантом по обнаружению редких и местных видов. В ходе пяти десятилетий исследований Барнеби описал более 1100 новых для науки видов растений.
Руперт Чарльз Барнеби умер 5 декабря 2000 года в возрасте 89 лет.

## Научная деятельность
Руперт Чарльз Барнеби специализировался на семенных растениях.

## Научные работы
- Atlas of North American Astragalus[4].
- Daleae Imagines[4].
- Intermountain Flora, Volume 3, Part B[4].
- Silk Tree, Guanacaste, Monkey's Earring: A Generic System for the Synandrous Mimosaceae of the Americas (3 Volumes)[4].

## Почести
Род растений Barnebya был назван в его честь. В его честь был также назван род Barnebyella, род Barnebydendron и 25 разных видов растений.